# Nemours Herbault
Étienne Nemours Herbault (1834-1913) est un industriel et financier français de la fin du XIXe siècle, qui fut syndic de la chambre syndicale des agents de change de la Bourse de Paris.

## Biographie
Nemours Herbault a été syndic (président) de 1891 à 1895 de la chambre syndicale des agents de change, une période marquée par la forte concurrence des coulissiers et la crise boursière des mines d'or sud-africaines, dont ces derniers avaient profité pour prendre plus de la moitié des échanges à Paris, et les discussions orageuses à l’occasion de la discussion de la loi de finances sur les affaires de Bourse, qui débouche en 1893 sur la création d’un impôt de bourse. Selon la presse, il accomplit pendant ces quatre ans plusieurs réformes utiles « au point de vue pécuniaire » et « mena la guerre contre le marché libre ». Il est décrit dans les journaux comme un homme de taille moyenne, maigre, portant la barbe grise, d’une allure énergique.
Nemours Herbault a démissionné en 1895, peu avant la Crise boursière des mines d'or sud-africaines, pour prendre la direction de la Banque Française d'Afrique du Sud, qui s'est créée la même année et travaille sur l’utilisation d’un grand barrage électrique, le Barrage de Vierfontein, pour alimenter en eau et en énergie les mines d’or d’Afrique du Sud opérant en grande profondeur.
Avec Pierre Azaria et son frère Charles Herbault, il a fondé trois ans après, en 1898, la Compagnie générale d'électricité, qui regroupe six compagnies électriques, dont la gestion est confiée à un directeur, Paul Bizet, et qui est immédiatement cotée en Bourse, avec un capital de dix millions de francs. Son frère Charles Herbault a été actionnaire de la Banque Française d'Afrique du Sud et administrateur de la CGE. Il était l’un des sept administrateurs de la Société française de l'Ambroïne, l’une des six sociétés réunies pour fonder la CGE.
Domicilié à Paris, au 22 Rue de l'Élysée, Nemours Herbault a épousé Marie Lucie Delpit (1842-1901), dont une des filles a été mariée au célèbre chirurgien Tuffier. Leurs descendants animeront la principale société de Bourse de Paris, Tuffier-Ravier-Py, qui employait 50 salariés et s'est effondrée brutalement en juillet 1990, au moment de la faillite de la société Drexel Burnham Lambert, piégeant des milliers de déposants. Son autre gendre, M. Delahaye, est agent de change également : c’est le grand père de Jean-Gualbert Delahaye, dont la société Delahaye Finances a été reprise par Oddo et Cie en 1997.
En 1908, il est élu maire de Louveciennes. Il a subi une attaque à main armée à la mi-septembre de l'année 1909, alors qu'il se rendait de Nice à Monaco par la Grande-Corniche, avec un chauffeur et « une jeune dame ». À un kilomètre de la Turbie, au col d'Èze, des coups de fusil furent tirés sur sa voiture par un homme dissimulé derrière les rochers situés sur la gauche de la route. Il échappe à l’attentat, dont les raisons n’ont jamais été connues.